# Estación Universidad de Corea
Estación Universidad de Corea es una estación de la Línea 6 del metro de Seúl, y está localizada en Anam-dong, Seongbuk-gu, Seúl. La estación está situada delante de la entrada principal de la Universidad de Corea. Una de las salidas está conectada directamente al campus.